# Félix Ayo
Pour les articles homonymes, voir Ayo.
Félix Ayo Losada, né le 1er juillet 1933 à Sestao (Espagne) et mort le 24 septembre 2023 à Mentana (Latium), est un violoniste italo-espagnol. Il est l'un des fondateurs et premier violon solo de l'ensemble I Musici pendant seize ans.

## Biographie
Félix Ayo obtient son diplôme de soliste à quatorze ans au Conservatoire Vizcaíno de Bilbao, avant de poursuivre ses études à Paris, Sienne et Rome avec Remy Prìncipe (1889–1977). 
De 1952 à 1967, il est premier violon de l'orchestre de chambre I Musici, dont il est l'un des membres fondateurs. En 1968, il fonde avec Marcello Abbado (piano), Alfonso Ghedin (alto) et Vincenzo Altobelli (violoncelle), le Quartetto Beethoven (di Roma), qu'il quitte au bout de deux ans en même temps qu'Abbado, remplacé par Corlo Bruno. À partir de 1972, il enseigne le violon à l’Accademia nazionale di Santa Cecilia à Rome. Il donne également des classes de maître au Canada, en Australie, aux États-Unis, au Japon, en Italie, en Espagne, au Danemark et Allemagne ; et participe à des concours internationaux en tant que membre du jury.
En tant que soliste, il joue notamment avec les orchestres symphoniques de Rome, Naples, Madrid, Copenhague et Tokyo, l’Australian Chamber Orchestra, l’Orchestre de chambre de Berlin, le Tokyo String Ensemble, les Virtuosi di Roma et les Solisti di Zagreb. Depuis 1983, il se produit également en tant que chef d'orchestre.
Félix Ayo joue notamment sur un violon de Gennaro Gagliano, Naples 1768.

## Prix
Pour ses enregistrements, Félix Ayo a reçu le Grand Prix du disque (pour les Quatre saisons), le Premio della Critica Discografica Italiana, deux prix Edison et trois fois le Prix du disque de la critique allemande (à trois occasions). Son œuvre musicale a été lauréate du Premio Roma et du Premio San Michele.

## Discographie
Félix Ayo a enregistré pour les labels Philips, Decca, EMI Classics et Dynamic.